# Corylophomyces sarawakensis
Corylophomyces sarawakensis är en svampart som först beskrevs av Roland Thaxter, och fick sitt nu gällande namn av R.K. Benj. 1994. Corylophomyces sarawakensis ingår i släktet Corylophomyces och familjen Laboulbeniaceae.   Inga underarter finns listade i Catalogue of Life.